# Joseph Williams
Pour les articles homonymes, voir Joe Williams (homonymie), Joseph Williams (homonymie) et Williams.
Joseph Williams, né le 1er septembre 1960, est un auteur-compositeur-interprète américain. Il est actuellement le chanteur soliste du groupe Toto.

## Biographie
Il est le fils du compositeur John Williams et de l'actrice Barbara Ruick. En 1986, après le départ de Fergie Frederiksen, il entre dans le groupe de rock Toto, avec lequel il enregistre deux albums, Fahrenheit en 1986 et The Seventh One en 1988. Il quitte le groupe en 1988 pour entamer une carrière solo.
En 1997, il participe avec le bassiste Mike Porcaro et le claviériste Steve Porcaro au projet des « Porcaro Brothers » : il enregistre avec eux la chanson officielle de la Ligue des Champions de 1997, Young at Heart.
Il collabore à nouveau avec le groupe Toto en 2006, sur l'enregistrement de Falling in Between, où il officie en tant que choriste sur le single Bottom of Your Soul. En 2010, il réintègre le groupe après le départ de Bobby Kimball, en participant aux tournées internationales en hommage à Mike Porcaro, atteint d'une sclérose latérale amyotrophique. En 2014, Williams enregistre avec le groupe un nouvel album, Toto XIV,  sorti en mars 2015.

## Discographie avec Toto
- 1986: Fahrenheit
- 1988: The Seventh One
- 2006: Falling in Between
- 2015: Toto XIV
- 2018: 40 Trips Around The Sun

## Discographie solo
- 1982: Joseph Williams (re-released 2002)
- 1996: I Am Alive
- 1997: 3
- 1999: Early Years
- 2003: Vertigo
- 2006: Two of Us
- 2006: Vertigo 2
- 2007: Smiles and Tears
- 2008: This Fall
- 2011: Williams/Friestedt
- 2021: Denizen Tenant

## Filmographie

### comme compositeur
- 1994 : L'Étreinte du vampire (Embrace of the Vampire)
- 1995 : Dernier souffle (Last Gasp)
- 1996 : Snitch
- 1996 : The Legend of Gator Face
- 1996 : Shoot the Moon
- 1996 : La Légende de Johnny Misto (Johnny Mysto: Boy Wizard)
- 1996 : Fleur de poison 2 : Lily (Poison Ivy II)
- 1996 : Phat Beach
- 1996 : Profiler (série télévisée)
- 1996 : Demain à la une (Early Edition) (série télévisée)
- 1997 : Spécial OPS Force (Soldier of Fortune, Inc.) (série télévisée)
- 1997 : Sleepwalkers : Chasseurs de rêves (série télévisée)
- 1997 : Below Utopia
- 1998 : Butter
- 1998 : L.A. Docs (L.A. Doctors) (série télévisée)
- 1998 : Felicity (série télévisée)
- 1999 : Last Request
- 1999 : Judgment Day (vidéo)
- 1999 : Providence (série télévisée)
- 1999 : Une nuit en enfer 2 - Le prix du sang (From Dusk Till Dawn 2: Texas Blood Money) (vidéo)
- 1999 : Supreme Sanction (TV)
- 1999 : Roswell (série télévisée)
- 2000 : Guardian
- 2000 : Priorité absolue (Chain of Command)
- 2001 : First Years (série télévisée)
- 2002 : Another Life
- 2002 : Written in Blood
- 2002 : Malevolent
- 2003 : Momentum (TV)
- 2004 : Soccer Dog: European Cup
- 2004 : Cyclone, catégorie 6 : Le choc des tempêtes (Category 6: Day of Destruction) (TV)
- 2005 : The Golden Blaze (vidéo)
- 2005 : The War at Home (série télévisée)
- 2005 : Surface (série télévisée)
- 2005 : Catégorie 7 - La fin du monde (Category 7: The End of the World) (TV)
- 2006 : Windfall (série télévisée)
- 2006 : No I in Security

### comme acteur
- 1994 : Le Roi lion : Simba adulte (voix chantée)
- 2001 : Mickey, la magie de Noël (Mickey's Magical Christmas: Snowed in at the House of Mouse) (vidéo) : Simba